# تانغ ليانغ هونج
تانغ ليانغ هونج (بالصينية: 鄧亮洪) (بالإنجليزية: Tang Liang Hong)‏ هو محامي وسياسي سنغافوري، ولد في 1935. حزبياً، نشط في حزب العمال السنغافوري.